# Стахорщина
Стахо́рщина — село в Україні, у Новгород-Сіверській міській громаді Новгород-Сіверського району Чернігівської області. Населення становить 419 осіб. До 2020 орган місцевого самоврядування — Троїцька сільська рада.

## Географія
Селом протікає річка Малотечка, права притока Десни.

## Історія
У 60-х роках XIX ст. у селі добували глину, яку поставляли на фаянсову фабрику в селі Ушівці, засновану колишніми майстрами фабрики Миклашевського після її закриття у зв'язку зі скасуванням кріпацтва.
12 червня 2020 року, відповідно до розпорядження Кабінету Міністрів України № 730-р «Про визначення адміністративних центрів та затвердження територій територіальних громад Чернігівської області», увійшло до складу Новгород-Сіверської міської громади.
19 липня 2020 року, в результаті адміністративно - територіальної реформи та ліквідації колишнього Новгород-Сіверського району, село увійшло до новоствореного Новгород-Сіверського району Чернігівської області.

## Населення
Згідно з переписом УРСР 1989 року чисельність наявного населення села становила 563 особи, з яких 230 чоловіків та 333 жінки.
За переписом населення України 2001 року в селі мешкало 414 осіб.

### Мова
Розподіл населення за рідною мовою за даними перепису 2001 року:
| Мова       | Відсоток |
| ---------- | -------- |
| українська | 97,85 %  |
| російська  | 2,15 %   |

## Видатні уродженці
- Самоквасов Дмитро Якович — визначний археолог, історик права.